# Radar monopulse
Pour les articles homonymes, voir radar (homonymie).
Le radar monopulse ou radar à mono-impulsion est une adaptation du radar à balayage conique qui envoie des informations supplémentaires dans le signal pour éviter les problèmes posés par les changements rapides de la force du signal. Le système permet également d'être moins sensible au brouillage. La plupart des radars conçus depuis les années 1960 sont des systèmes monopulse.

## Historique
Au moment de leur apparition en 1943 au Laboratoire de recherche de la marine américaine (NRL ou Naval Research Laboratory), les radars monopulse étaient très innovants et, du coup, étaient à la fois très onéreux et très difficiles à entretenir. On les réservait donc aux usages nécessitant une grande précision justifiant le coût. Parmi les premières applications on compte le système  anti-aérien M-33 dont les radars seront repris pour le système d'arme Nike Ajax qui réclame une extrême précision, ou les radars de surveillance de lancement de différents missiles. Dans les années 1970 on vit apparaître une des installations les plus importantes, l'AN/SPY-1 de l'US Navy utilisé par le système de combat Aegis. Avec le temps, le coût des systèmes de poursuite monopulse a baissé et cette technologie est utilisée aujourd'hui dans tous les radars modernes, y compris dans les applications « jetables » telles que les radars embarqués dans les missiles.

## Description

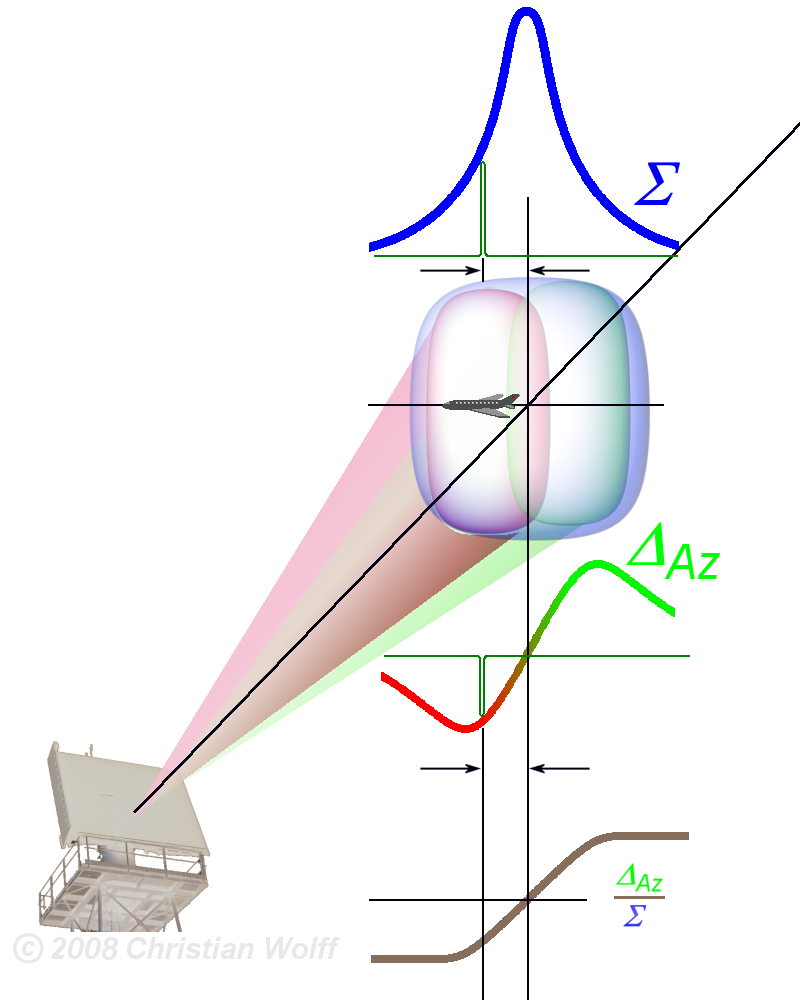
Faisceau d'un radar monopulse à antenne réseau à commande de phase divisé en deux lobes.

Les radars monopulses ressemblent aux radars à balayage conique. Dans ces derniers, le faisceau est émis par un cornet légèrement décalé par rapport à l'axe de visée et en rotation autour de celui-ci. Une cible centrée sur l'axe optique sera alors en permanence placée au barycentre du lobe et renverra donc un signal de niveau constant. Si la cible est sur le côté, elle ne renverra d'écho que lorsque le lobe — au cours de sa rotation — sera pointé vers elle, il en résultera un signal moyen plus faible, ou intermittent si la vitesse de rotation est suffisamment lente ce qui se traduit par une modulation d'amplitude du signal reçu à la fréquence de rotation du réflecteur secondaire. En maintenant l'antenne dirigée vers la cible pour supprimer la modulation d'amplitude du signal on pourra faire une poursuite automatique de celle-ci.
Le radar monopulse intègre une sophistication supplémentaire, au lieu d'émettre le signal tel quel à la sortie de l'antenne, le faisceau est divisé en plusieurs lobes (deux le plus souvent) chacun dirigé dans une direction légèrement différente tout en gardant un certain recouvrement. Ensuite, les signaux réfléchis sont reçus, amplifiés et traités séparément puis comparés les uns aux autres. On détermine ainsi le signal reçu le plus puissant et, partant, la direction de la cible. Étant donné que la comparaison se fait sur des signaux émis pendant le même train, généralement quelques microsecondes, on s'affranchit des changements de position ou de direction de la cible.
Mais pour pouvoir comparer les lobes efficacement, il faut que chacun soit bien repéré. Pour cela, à l'émission, on divise le faisceau généralement en deux et chaque lobe est polarisé de façon différente. À la réception, les signaux sont à nouveau séparés grâce à la polarisation et un des signaux est inversé en puissance, ensuite les deux sont additionnés ({\displaystyle \scriptstyle \Sigma } dans l'image). Si la cible est située d'un côté de l'axe optique de l'antenne, la somme résultante sera positive, et de l'autre côté, elle sera négative. 
Si les lobes sont suffisamment proches, ce système peut donner un très bon niveau de précision concernant la direction, en plus de la précision normale du système à balayage conique. Là où les radars classiques affichent une erreur de l'ordre de 0,1 degré, les radars monopulse sont dix fois plus pointus, et les modèles les plus sophistiqués comme le AN/FPS-16 permettent des précisions de 0,006 degré ; ceci représente une approximation de 10 m pour une portée de 100 km.
La résistance au brouillage est bien meilleure qu'avec les systèmes à balayage conique. On insère des filtres qui suppriment les signaux qui ne sont pas polarisés ou qui ne sont polarisés que dans une seule direction. Un bon système de brouillage devrait donc reproduire à la fois la polarisation et la fréquence de rotation. Comme un avion ne se trouve à un temps t que dans un seul lobe, il est très difficile de déterminer la polarisation du signal. Pour brouiller ces radars, les stations de contre-mesure — plutôt que d'essayer de produire de faux échos — se contentent d'émettre un signal puissant à large spectre pour simplement « aveugler » le radar.